# Visage
Visage var en brittisk synthpopgrupp (New romantic) som bildades 1978 av Rusty Egan och Midge Ure tillsammans med Steve Strange. Deras allra mest kända låt är "Fade to Grey". 

## Historia

### Första sammansättningen (1978–1984)
I början bestod bandet av Steve Strange, Rusty Egan och Midge Ure. Egan och Ure började arbeta ihop med Strange efter att deras första band, Rich Kids, hade splittrats. Stranges new wave-band, The Photons, hade också nyligen splittrats. I början gjorde de bara musik som var tänkt att spelas på Steve Stranges och Rusty Egans nattklubb Billy's i London. Namnet "Visage" ska, enligt Strange, vara en ihopsättning av "Vis", för bandets VISuella sida, och "Age" för den nya tiden (eng.: age) inom dansmusiken.
Trion spelade in en demo med en Zager and Evans-hit, "In the Year 2525". Billy Currie från Ultravox och Barry Adamson, John McGeoch och Dave Formula från Magazine medverkade också på demon. Visage fick kontrakt med Radar Records och fick släppt sin första singel, "Tar", (som hade skrivits när Strange fortfarande var med i The Photons) i september 1979. Följande år släppte de sitt självbetitlade album, som sålde väldigt bra. Från albumet släpptes "Fade to Grey", en låt som skulle bli listetta i 21 länder och markerade genombrottet för elektronisk musik och hela New romantic-rörelsen, för vilken Visages första album blev en sorts soundtrack.
Efter topp 40-hiten "Mind Of A Toy" (ytterligare en låt som skrevs medan Steve var med i The Photons) fick Strange kämpa för att återförena bandet för ett andra album. Samtliga medlemmar var nämligen med i andra framgångsrika grupper: Ure och Currie i Ultravox, Formula och Adamson i Magazine och McGeoch i Siouxsie and the Banshees. Hösten 1981 lyckades han dock samla ihop alla (utom McGeoch) i studion för att spela in albumet The Anvil. Strange och Ure bråkade om vilken sorts musik albumet skulle rikta sig mot, vilket i slutändan skulle resultera i att albumet blev ett mästerverk (enligt många musikkritiker) men med en aningen splittrad stil. Det släpptes i mars 1982, men trots den i de flesta fall positiva kritiken och flera hitsinglar, sålde det inte lika bra (förutom i Storbritannien) som det första albumet. Efter att inspelningen var avklarad lämnade Ure bandet p.g.a. hans och Stranges olika syn på vilken musikstil bandet skulle ha och för att Ultravox tog mer och mer av hans kreativitet och tid. Visage, nu utan Ure och Adamson men med den nye basisten Steve Barnacle, spelade in singeln "Pleasure Boys" som släpptes i oktober samma år.
Visages sista album, Beat Boy släpptes nästan två år senare, i september 1984, mycket p.g.a. problem med musikbolaget och Stranges beslut att göra Visage till ett liveband istället för som dittills bara ett studioband, ett beslut som lämnade honom ensam kvar tillsammans med trummisen Rusty Egan och tre nya oerfarna musiker. Formula och Currie, de två sista originalmedlemmarna att lämna bandet, hoppade av efter att de inte kom överens med Egan om musikstilen. Medlemsbytet och de nya medlemmarnas misslyckande att skapa bättre musik än på de två första albumen, gjorde att Beat Boy blev en besvikelse både ur kritik- och försäljningssynpunkt. Singlarna från albumet, "Love Glove" och "Beat Boy blev Visages största misslyckanden på listorna.
I början på 1990-talet gjorde Bassheads en remix på "Fade to Grey", vilken nådde topp 40 på englandslistan.

### Andra sammansättningen (2004–2015)
Efter att i flera år ha kämpat mot sitt drogberoende lyckades Steve Strange komma tillbaka till musikscenen 2002. Han framförde några Visage-låtar på "Here and Now Xmas Tour", en sammansättning av flera artister från 1980-talet. Efter turneringen, och ett noterande att han fortfarande hade en publik, beslutade han sig för en återlansering, som han kallade "mark ll", av bandet tillsammans med folk från andra elektro-grupper och projekt: Steven Young, Sandrine Gouriou och Rosie Harris (från Seize) och Ross Tregenza (från Jetstream Lovers/Goteki). Efter nyheten om medlemmarna i det återuppstartade bandet, planerna på att omarbeta gammalt material, släppa en ny skiva och strider om upphovsrättigheter med bl.a. Kelly Osbourne, väntar man fortfarande på ett skivsläpp (sommaren 2007). Den smått bortglömda Visage Videos på VHS återsläpptes på DVD sommaren 2006. Strange spelade in den första originalskrivna låten till "mark ll", "In the Dark", som en del av musikduon Punx Soundchecks debut-dubbelalbum When Machines Ruled the World. Albumet släpptes i Europa sommaren 2006. Visage reformerades lite och består idag av Steve Strange, Steve Barnacle, Robin Simon och Laureen Duvall på albumet Hearts and Knives som släpptes i slutet av Maj 2013. Plattan är en modern version av Visages klassiska sound.
Den 12 februari 2015 avled frontfiguren Steve Strange efter en hjärtattack.

## Diskografi

### Album
- Visage – 1980 #13 (UK)
- The Anvil – 1982 #4 (UK)
- Beat Boy – 1984 #79 (UK)
- Hearts And Knives – 2013
- Demons to Diamonds – 2015

### Samlingar
- Fade to Grey – The Singles Collection – 1983
- Fade to Grey – The Best of Visage – 1993
- Master Series – 1998
- The Damned Don't Cry – 2001
- The Face – The Very Best of Visage – 2010

### Singlar och EP
- "Tar" – 1979
- "Fade to Grey" – 1980 #8 (UK), #1 (GER)
- "Mind Of A Toy" – 1981 #13 (UK)
- Visage (EP) – 1981 #21 (UK)
- "The Damned Don't Cry" – 1982 #11 (UK)
- "Night Train" – 1982 #12 (UK)
- "Pleasure Boys" – 1982 #44 (UK)
- "Love Glove" – 1984 #54 (UK)
- Beat Boy (EP) – 1984
- "Fade to Grey (Bassheads mix)" – 1993 #39 (UK)
- "Shameless Fashion" – 2013

### Video/DVD
- Visage: Live (DVD) – 1986
- Visage - 2006 (DVD)

## Länkar och referenser

- Intervju i BBC:s artikel om Steve Strange
- Artikel om Visages historia i Global Darkness
- Discogs Visage-diskografi i Storbritannien
- Komplett fan-gjord sida om Visages diskografi (arkiverad)